# Minderbroedersgang

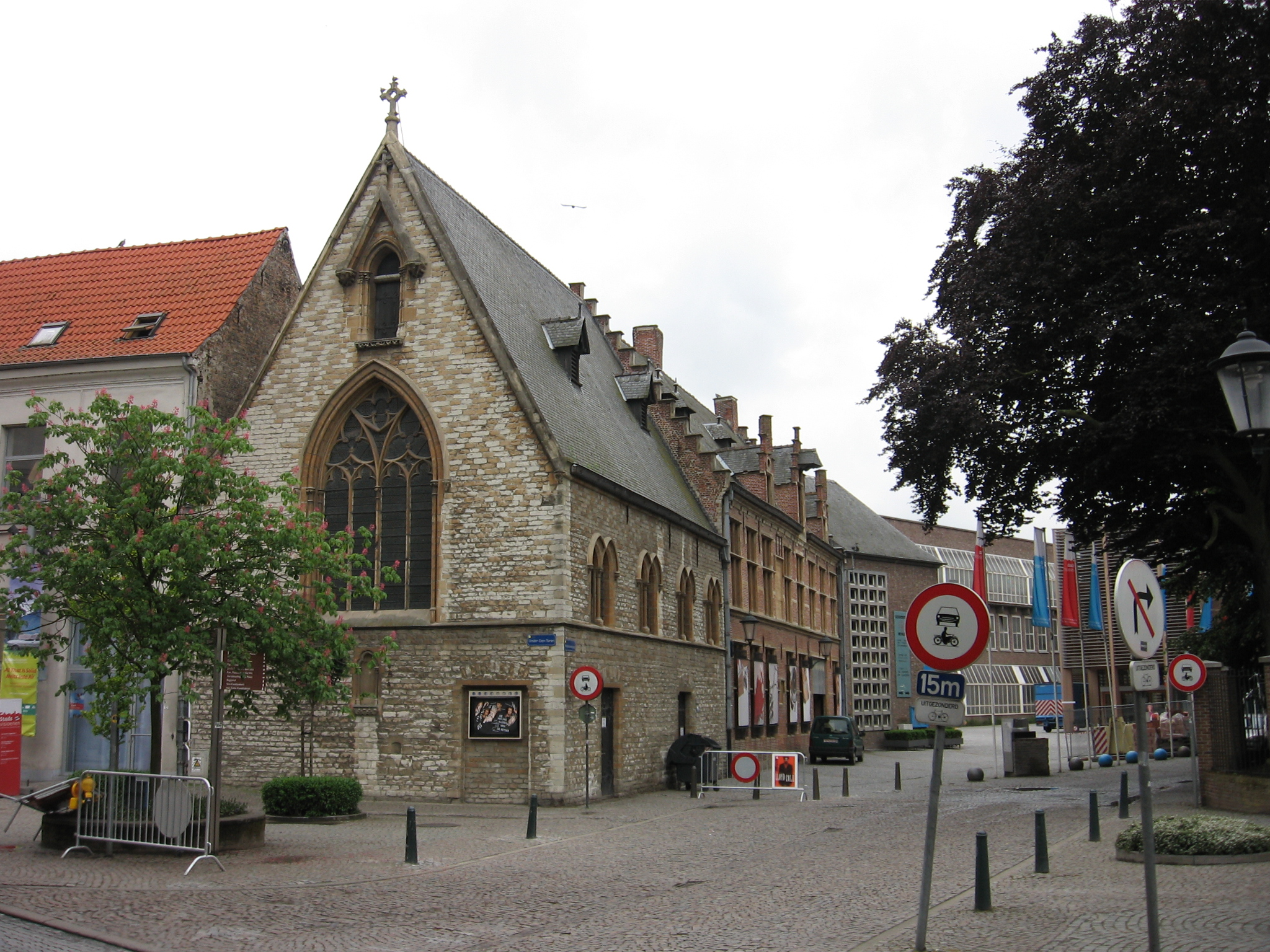
Minderbroedersgang (op de voorgrond H. Geestkapel, Mechels Stadspoppentheater) gezien vanaf Onder den Toren

De Minderbroedersgang in de Belgische stad Mechelen is een doorgang tussen de Sint-Romboutskerkhof/Onder den Toren (Sint-Romboutskathedraal) en Melaan. Vroeger was dit de toegang tot het Minderbroedersklooster. Het Cultureel Centrum Mechelen is hier gevestigd sinds 1968.